# María Montejo
María González Sánchez, conocida artísticamente como María Montejo (Ciudad de México, 1948-Ib., 14 de junio de 2022), fue una actriz mexicana, única hija de la también actriz Carmen Montejo.

## Biografía
Nació en México. Era hija de la legendaria actriz mexicana Carmen Montejo y de Manuel González Ortega. 
Estudió en la Academia de Televisa para iniciar su carrera en diversas obras de teatro. En 1967 intervino en El juicio de nuestros hijos.
Luego en 1968, actuó en Duelo de pasiones junto a estrellas como Anita Blanch, Eric del Castillo, María Elena Marqués y Raúl Padilla "Chóforo".
Luego en 1972, participó en la película La verdadera vocación de Magdalena, junto a Angélica María, Mario Casillas, Rafael Baledón, Lourdes Canale, Emma Roldán y con su madre Carmen Montejo. Este mismo año nace su hijo Radamés de Jesús.
Comenzando la década de los 80 intervino en la telenovela Juventud, junto a Laura Zapata, Gloria Mayo, María Fernanda García y nuevamente con su madre Carmen Montejo.
En 1984, actuó en la que fuera su última película Ni Chana, ni Juana, junto "La india María", Armando Calvo y Carmen Montejo.
En 1985, trabajó en la telenovela Juana Iris junto a Victoria Ruffo, Valentín Trujillo, Macaria, Adriana Roel, Carlos Cámara, Rafael Sánchez-Navarro, Gabriela Ruffo y Eduardo Palomo.
Después daría la bienvenida a la que sería su última década de actriz con las telenovelas Mágica juventud, Volver a empezar, Tú y yo, Serafín y ha participado en varios capítulos de Mujer, casos de la vida real.
Su última actuación fue en un capítulo del unitario Mujer, casos de la vida real en el año 2003.
Falleció el 14 de junio de 2022 en la Ciudad de México a los 74 años de edad. Se desconoce la causa de su fallecimiento.

## Filmografía

### Telenovelas
- El noveno mandamiento (2001) - Doña Rosario
- Serafín (1999)
- Tú y yo (1996-1997) - Cleofás
- Volver a empezar (1994-1995) - María
- Mágica juventud (1992-1993) - Carmela de Gutiérrez
- Cuna de lobos (1986-1987) - Dra. Cuéllar
- Juana Iris (1985) - Celadora
- Juventud (1980)
- Cartas para una víctima (1978-1979)
- Mi primer amor (1973)
- Duelo de pasiones (1968) - Micaela
- El juicio de nuestros hijos (1967)

### Películas
- Ni Chana, ni Juana (1984)
- El rey (1976)
- Los cachorros (1973)
- La verdadera vocación de Magdalena (1972) - Muchacha

### Series
- Mujer, casos de la vida real (1997-2003) - Varios episodios